# The Sugarcubes
The Sugarcubes (IJslands: Sykurmolarnir) was een IJslandse alternatieve band. De band werd in 1986 opgericht en bestond tot 1992. De band werd buiten IJsland bekend nadat de Britse DJ John Peel hun nummer Birthday veelvuldig draaide, wat later door de luisteraars van zijn show gekozen werd tot single van het jaar. Na het ontbinden van de band, kreeg zangeres Björk Guðmundsdóttir een succesvolle solocarrière.
De band werd door Björk in 1986 opgericht nadat zij de band KUKL verliet. Naar verluidt zou de band zijn opgericht op 8 juni, de dag dat Björks zoon Sindri geboren werd. De muziek van de band kenmerkte zich door de vocals van Björk en van Einar Örn Benediktsson. De bijdragen van Einar, die te omschrijven zijn als willekeurig gekrijs, werden door critici gemengd ontvangen. Volgens sommigen was het een essentieel onderdeel van de muziek van de band, volgens anderen verpestte het de goede zang van Björk. In 1992 stopte de band ermee, omdat de bandleden uiteenlopende ambities hadden. Op 17 november 2006 hield de band een eenmalig reünieconcert in de Laugardalshöll sport arena in Reykjavík, om de twintigste verjaardag van hun debuutsingle te vieren. De band heeft in totaal drie studioalbums uitgebracht.

## Discografie

### Albums
| Jaar | Titel                                                              | VK | VS |
| ---- | ------------------------------------------------------------------ | -- | -- |
| 1988 | Life's Too Good                                                    | 14 | 54 |
| 1989 | Here Today, Tomorrow, Next Week!                                   | 15 | 70 |
| 1989 | Illur Arfur - IJslandse versie van Here Today, Tomorrow Next Week! | -  | -  |
| 1992 | Stick Around for Joy                                               | 16 | 95 |
| 1992 | It's It (verzameling remixen)                                      | -  | -  |
| 1998 | The Great Crossover Potential (verzamelalbum)                      | -  | -  |

## Leden
Bezetting

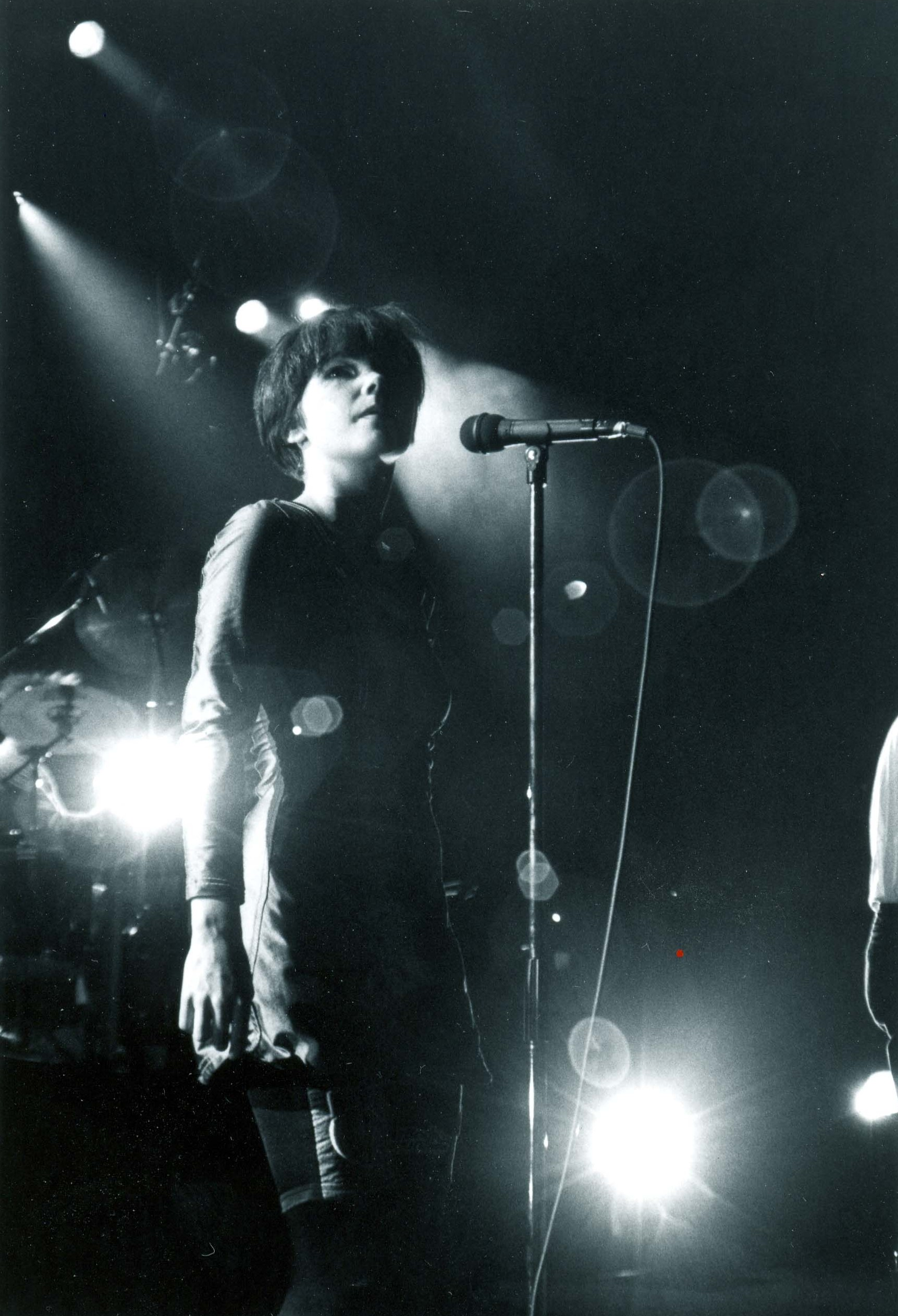
The Sugarcubes bij een optreden in Japan

- Björk Guðmundsdóttir – zang, toetsen (1986–1992, 2006)
- Þór Eldon Jónsson – gitaar (1986–1992, 2006)
- Bragi Ólafsson – basgitaar (1986–1992, 2006)
- Einar Örn Benediktsson – zang, trompet (1987–1992, 2006)
- Sigtryggur Baldursson – slagwerk, percussie (1987–1992, 2006)
- Margrét "Magga" Örnólfsdóttir – toetsen (1989–1992, 2006)

Voormalige leden
- Fridrik Erlingsson – gitaar (1987–1988)
- Einar Melax – toetsen (1987–1989)